# RTECS
Registry of Toxic Effects of Chemical Substances (RTECS) je podatkovna baza o strupenosti snovi. Podatki so iz odprte znanstvene literature, brez sklicevanja na veljavnost ali uporabnost študij, o katerih so poročali. Do leta 2001 je bazo vzdrževal National Institute for Occupational Safety and Health (NIOSH) in je bila prosto dostopna. Sedaj jo vzdržuje zasebno podjetje Symyx Technologies in je na voljo le kot plačljiva storitev.

## Vsebina
V datoteki je vključenih 6 podatkov o strupenosti:
1. Primarno draženje
2. Mutageni učinki
3. Reproduktivni učinki
4. Tumorogeni učinki
5. Akutna strupenost
6. Druge posledice pri večjih odmerkih

V bazi so tudi specifične numerične vrednosti kot so LD50, LC50, TDLo in TCLo, kakor tudi vrsta na kateri so bili poskusi izvedeni ter način zavžitja.

## Zgodovina
RTECS je ustanovil Ameriški kongres s sekcijo 20(a)(6) zakona o varnosti in zdravju pri delu leta 1970 (PL 91-596). Prvotna verzija je bila izdana 28 junija 1971 pod imenom Toxic Substances List in je vsebovala podatke o približno 5.000 kemikalij. Ime se je kasneje spremenilo v sedanje Registry of Toxic Effects of Chemical Substances. V januarju 2001 je baza vsebovala 152.970 kemikalij. Decembra 2001 je bilo vzdrževanje baze prenešeno iz NIOSH na zasebno podjetje Elsevier MDL. Leta 2007 je podjetje Symyx Technologies odkupilo podjetje Elsevier MDL in s tem tudi RTECS bazo podatkov.
RTECS je na voljo v angleški, francoski in španski različici katere ponuja Canadian Centre for Occupational Health and Safety.  Baza je na voljo v internetni obliki ter na CD-ROMu. Baza je na voljo tudi na spletu od NISC (National Information Services Corporation) in ExPub (Expert Publishing, LLC).